# Lepidium ecuadorense
Lepidium ecuadorense es una especie de planta de flores perteneciente a la familia Brassicaceae. Se encuentra solamente en Ecuador.
Su hábitat natural son las praderas tropicales o subtropicales a grandes alturas. Está tratada en peligro de extinción por pérdida de hábitat.

## Descripción
Es una hierba terrestre endémica de los Andes ecuatorianos. Conocido al menos en dos subpoblaciones, una en los páramos del Parque nacional Cotopaxi y otro en la provincia de Pichincha. Es probable que otras subpoblaciones adicionales se pueden encontrar en los páramos del Ecuador. Nuevos registros pueden ya existir entre los especímenes no identificados en herbarios ecuatorianos pero, como no hay ejemplares de esta especie que se encuentren en museos ecuatorianos, la identificación es difícil. La destrucción del hábitat es la única conocida amenaza para la especie.

## Taxonomía
Lepidium ecuadorense fue descrita por Albert Thellung y publicado en Denks. Schweiz. Gesell. Naturwiss. 41(1): 222. 1906.
Etimología
Lepidium: nombre genérico que deriva del griego, y significa "pequeña escama", en referencia al tamaño y forma de los frutos (silicuas).
ecuadorense: epíteto geográfico que alude a su localización en Ecuador.